# دث (دی‌سی کامیکس)
دِث (به انگلیسی: Death of the Endless) یک شخصیت خیالی در کتاب‌های کامیک آمریکایی منتشر شده توسط دی‌سی کامیکس است. این شخصیت توسط نویسنده نیل گیمن و طراح مایک درینگن‌برگ خلق شده است که برای اولین بار در شمارهٔ ۸ از دومین نسخه مجموعه کمیک سندمن (اوت ۱۹۸۹) از انتشارات ورتیگو حضور پیدا کرد.
در داستان‌ها، دث هم به عنوان پایان زندگی و هم راهنمای روان‌ها محسوب می‌شود. او یکی از هفت اِندلِس (بی‌پایان)، مخلوقاتی قدرتمند و غیرقابل ادراک به‌شمار می‌رود. او همچنین فرمانروا و تجسم تمام اشکال مرگ و زندگی است. همانند بسیاری از تعبیرهای انسان‌انگاری از تجسم مرگ، دث به ملاقات اشخاصی که به تازگی مرحوم شدند رفته و آن‌ها را به زیستگاه جدید خود هدایت می‌کند. او برای اینکه بر خلاف آنچه اکثر مردم دربارهٔ مرگ تصور می‌کنند، شناخته شده است؛ و در ازای داشتن شخصیتی شوم و بدذات، با همه افراد زیر نظر پیشگویی‌هایش دوست است.
در مجموعه کمیک‌های سندمن، دث به عنوان زنی جوان و جذاب، رنگ پریده در لباسی معمولی (تاپ و شلوار جین به رنگ سیاه) تصویر می‌شود. او همچنین یک عنخ نقره همراه با زنجیر به گردن دارد و خالکوبی یا علامتی شبیه به چشم حورس در اطراف چشم راستش دیده می‌شود. اگرچه همانند دیگر اعضای اندلس، او نیز توانایی دگرپیکری به هر شکل و شمایلی را دارد. دث عنوان پانزدهمین شخصیت برتر کمیک را در رده‌بندی مجلهٔ اِمپایر به خود اختصاص داده است.دث رتبه دوم را درلیست ۱۰۰ زن جذاب کتاب‌های کمیک مجله کمیک وین دارد. کربی هوول باپتست هنرپیشه بریتانیایی نقش این شخصیت را در مجموعه‌های تلویزیونی سندمن (۲۰۲۲) و ددبوی دتکتیوز (۲۰۲۴) در نتفلیکس ایفا کرده است.

## تاریخچه انتشار
شخصیت‌های دیگری به عنوان تجسم مرگ در دنیای دی‌سی ظاهر شده‌اند. در شمارهٔ ۴۲ از کاپیتان اتم دِث در کنار بلک ریسر از نژاد نیو گادز و نکرون ظاهر می‌شود (موجودیتی که مظهر ارادهٔ «سیاه» را تجسم می‌کند، تنهایی و آرامش مرگ که نشان دهنده از گرین لنترن است). داستان بیان می‌کرد که هر سه برابر بودند و جنبه‌های مختلف مرگ را نشان می‌دادند. با این حال گیمن این موضوع را انکار کرده است و داستان‌های او به وضوح نشان می‌دهد که دِث از اندلس شخصیت نهایی مرگ است. با این حال، ممکن است فرض شود که نکرون، بلک ریسر و فلش سیاه به نوعی با او در ارتباط هستند. از سوی دیگر، شاید چندین آواتار یا ایزدان مرگ در جهان دی‌سی وجود داشته باشند، البته به غیر از آن‌هایی که ادعا می‌کنند مرگ هستند. خط داستانی سیاه‌ترین شب این تناقض یا ابهام ظاهری را حل کرده است و نکرون دیگر به عنوان جنبه‌ای از مرگ نامیده نمی‌شود، بلکه به عنوان ساختاری از تاریکی در پاسخ به نور در حال ظهور طیف عاطفی شناخته می‌شود.

## زندگینامه ساختگی شخصیت
دث عضو خانواده اِندلِس‌ها و خواهر کوچکتر دستینی (سرنوشت)، و خواهر بزرگتر دیریم (رؤیا)، دیستراکشن (نابودی)، دیزایر (آرزو)، دیسپر (نومیدی) و دلریئم (دیوانگی) است. گفته شده تمام موجودات زنده در طول عمر خود دو مرتبه با دث روبرو خواهند شد. یکبار زمانی که متولد می‌شوند (هرچند هیچ‌کس این ملاقات با او را به یاد نمی‌آورد)، و دفعه دوم زمان مرگ آن‌هاست. دث ارواح مردگان را بعد از زندگی پس از مرگ به محل منحصر به فردی هدایت نمی‌کند و صرفاً نقش یک دروازه را برای آنچه در فراسوهاست ایفا می‌کند. زمانی که هنوز چیزی از عمر جهان نگذشته بود، دث بسیار غمگین بود، اما کم‌کم به کار خود علاقه‌مند شد و از طرف دیگر شخصیت شاد و دمدمی خود را فراتر از ترس موجودات زنده از او توسعه داد. او همچنین دارای دو ماهی قرمز به نام اسلیم و وانزوورث است، و کلکسیونی از کلاه فلاپی دارد.
دث احتمالاً قوی‌ترین عضو اندلس به‌شمار می‌رود (و حتی ممکن است قدرتمندترین مخلوق در جهان باشد). با این حال ثابت شده است قدرت او به اندازهٔ شخصیت‌هایی همچون لوسیفر مورنینگ‌استار، میکائیل دمیورگوس و همچنین پِرِزنس نیست. از افسونگر تسالی نیز به این مسئله اشاره دارد که دث تنها عضو در خانواده اندلس است که قوانین بر او حاکم نمی‌باشند، و حتی در بخشی از شب بی‌پایان دیریم او را پشتیبانی می‌کند و در کنفرانسی که برای مجموعه‌ای از توابع برای موجودیت طراحی شده است، حضوری کوتاه دارد و قبل از شروع آنجا را ترک می‌کند.
او نزدیکترین دوست و محرم برادرش دیریم است و در صورت لزوم قادر به جلوگیری از لغزش اوست. اما به نظر نمی‌رسد او دارای رابطه زیادی با برادر بزرگترش دستینی یا خواهران کوچکترش داشته باشد. در طول دوره کاری، دث تنها دو مرتبه موافقت کرد که جان فردی را نگیرد. یکی از این دفعات دربارهٔ برادرزاده‌اش اورفئوس بود، تا بتواند به هادس فرود بیاید و معشوقه‌اش ائورودیکه را نجات دهد. پس از اینکه اورفئوس بدست بکنه‌ها تکه‌تکه شد، تنها به شکل یک سر هزاران سال زنده ماند تا زمانی که توسط پدرش دیریم آزاد گردید. فرد دوم در زمان انگلستان قرون وسطی با نام رابرت گَدِلینگ بود. دث توافق کرد تا جان او را نگیرد و دریم نیز موافقت کرد هر صد سال برای نوشیدن ملاقاتش کند. اما هدف دریم از این ملاقات سنجیدن سال‌های زندگی رابرت بود. پس از درگذشت دیریم (مورفئوس)، دث خودش به ملاقات رابرت گدلینگ رفت و به او پیشنهاد رفتن داد، اما او این پیشنهاد را رد کرد.
یک روز در هر قرن، دث به منظور درک بیشتر ارزش زندگی‌های که می‌گیرد، به عنوان فردی فانی (اغلب به شکل یک انسان) زندگی می‌کند و سپس جان می‌سپارد. بر طبق گفته‌های دث: من مهربان یا پربرکت نیستم، وظیفه‌ای به من محول شده و من آن را انجام می‌دهم. هنگامی که اولین موجود زنده خلق شد، من آنجا بودم. در انتظار به سر می‌برم. هنگامی که آخرین موجود زنده جان سپارد، کار من به پایان خواهد رسید. صندلی‌ها را در زیر میز خواهم گذاشت، چراغ‌ها را خاموش و هنگام رفتن دروازه جهان را پشت سر خود قفل خواهم کرد.

## توانایی‌ها و قدرت‌ها
دث مخلوقی نامیرا با قدرت‌های الهی، آگاهی مرتبط با گیتی و در آن واحد در تمام مکان‌ها حضور دارد. او یکی از قدرتمندترین مخلوقات در دنیای دی‌سی محسوب می‌شود، اگرچه او در رده‌ای پایین‌تر از مخلوقات ابرقدرتی نظیر لوسیفر مورنینگ‌استار و میکائیل دمیورگوس قرار دارد. دث به راحتی توانست فیوری‌ها را که هیچ هراسی از دیگر اندلس‌ها نداشتند از دیریمینگ تبعید کند و حتی به اندازه‌ای قدرتمند است که دیزایر (یکی دیگر از اندلس) از او بیم دارد. بر طبق اظهارات دلریئم، تنها دث در پایان جهان زنده خواهد ماند. او قدرت رهاسازی روح از جسم، و ارسال آن به مقصد مناسب (معمولاً زندگی پس از مرگ یا تناسخ) را دارد. او اغلب این کار را بر عهدهٔ ایزدان مرگ مختلف می‌سپارد. برای اینکه ایزدان مرگ یا ارواح خبیث در ازای دث مدعی ارواح شوند، معمولاً باید ادعای معتبری نسبت به هر روح مشخص داشته باشند؛ یا توسط قرارداد یا پرستش معبد ایزد مرگ فوت شده‌ای. با تمام این تفاصیل ماهیت واقعی رابطه میان ایزدان مرگ با دث ناشناخته است.
دث در آن واحد در تمام مکان‌ها واقع بر روی زمین حضور دارد، اما نه به شکلی که برای انسان‌ها قابل مشاهده باشد، اگرچه او با اراده‌اش می‌تواند انتخاب کند که دیده شود. او توانایی تغییر ظاهر و لباس‌های خود را دارد. با این حال همانند برادرش، چگونه به نظر رسیدن شکل ظاهری‌اش ممکن است
بستگی به دید اشخاصی داشته باشد که او را می‌بینند. او همچنین قادر به دورنوردی در کسری از ثانیه در هر نقطه‌ای از جهان فانی است که انسان‌ها زندگی، یا فوت می‌کنند. او همچنین تنها فرد در میان خانواده‌اش به‌شمار می‌رود که اجازه آزادانه سفر کردن از میان قلمرو دیگران، بدون نیاز به درخواست اجازه ورود را دارد.
با تمام توانایی‌های ذکر شده، دث دارای نقاط ضعفی نیز است که از آن‌ها می‌توان به قوانین باستان اندلس شامل عدم ریختن خون یکی دیگر از اعضای خانواده اشاره کرد. همچنین مخلوقات خاصی وجود دارند که فراتر از حوزه و توانایی‌هایش هستند و او قادر به بردن آن‌ها نیست، اما تاکنون تنها به لوسیفر مورنینگ‌استار به عنوان یکی از این مخلوقات اشاره شده است.